# Linos Politis
Linos Politis (griechisch Λίνος-Παναγιώτης Νικολάου Πολίτης, * 4. Oktober 1906 in Athen; † 21. Dezember 1982 ebenda) war ein griechischer Neogräzist und Klassischer Archäologe.

## Leben
Linos Politis ist der vierte Sohn des Begründers der neugriechischen Volkskunde (λαογραφία), Nikolaos Politis (1852–1921). Zu seinen Brüdern zählt der bekannte Dramaturg und Theaterregisseur Fotos Politis (1890–1934).
Linos Politis studierte von 1922 bis 1926 an der Universität Athen Philologie, insbesondere bei Nikos Veis (Νίκος Βέης) und Sokratis Kougeas (Σωκράτης Κουγέας). Während dieses Zeitraums war er Mitglied des Verwaltungsrats sowie von 1925 bis 1926 Vorsitzender der Studentenvereinigung (Φοιτητική Συντροφιά). Im Februar 1927 schloss er das Studium mit dem Diplom (πτυχίο) ab.
Durch Teilnahme an einem Concours (διαγωνισμός) erhielt er im Mai 1929 eine Anstellung als Assistent in der Handschriftenabteilung der Griechischen Nationalbibliothek, die er bis zu seiner Berufung auf den Lehrstuhl für neugriechische Philologie an der Aristoteles-Universität Thessaloniki im Jahr 1948 innehaben sollte. Die Stellung ermöglichte ihm die Promotion im Juni 1931 mit einer von Nikos Veis betreuten Dissertation über Ελληνικά χειρόγραφα της Σερβίδος βασιλίσσης Ελισάβετ (Griechische Manuskripte der serbischen Kaiserin Elisabeth), die lediglich in einer deutschen Fassung in der Zeitschrift Byzantinoslavica von 1930 im Druck erschien.
Diese Tätigkeit unterbrach er jedoch zweimal, zunächst durch ein Auslandsstudium in Klassischer Archäologie und Philologie von fünf Semestern an der Universität München (vor allem bei Ernst Buschor) sowie je einem weiteren Semester in Berlin und in Paris (1932–1935), dann durch die Übernahme des Ephorats in Patras (1943–1945).
An der Universität Thessaloniki, deren Lehrstuhl für neuere griechische Philologie nach dem Rücktritt seines ersten Inhabers, Giannis Apostolakis (Γιάννης Αποστολάκης, 1880–1974), im Jahr 1935 vakant geblieben war, lehrte und forschte Politis 21 Jahre lang. In dieser Zeit war er zudem zweimal Dekan der Philosophischen Fakultät (1952–1953 und 1961–1962). Als die Militärdiktatur (1967–1974) im Jahr 1969 Regierungsbevollmächtigte (επίτροποι) an den Universitäten einsetzte, reichte der 63-jährige Politis aus Protest gegen diese Maßnahme bei dem damaligen Rektor der Universität, dem Gräzisten Stylianos G. Kapsomenos (Στυλιανός Γ. Καψωμένος, 1907–1978), seinen Rücktritt ein. Dennoch verließ Politis Thessaloniki nicht und wurde dafür von seinen Schülern, zu denen unter anderem Panagiotis Moullas und N. G. Pistos zählen, im selben Jahr mit einem Verzeichnis seiner Schriften, zehn Jahre später erneut mit einer Festschrift geehrt.
1977 verließ Politis Thessaloniki aus familiären Gründen und ließ sich in Athen nieder. 1980 wurde er aufgrund seiner wissenschaftlichen Verdienste als ordentliches Mitglied auf dem Sitz für Neugriechische Philologie in die Akademie von Athen aufgenommen, die offizielle Aufnahmezeremonie fand 1981 statt. In dieser Zeit war er auch für das Εθνικό Ίδρυμα Ερευνών (Nationales Forschungsinstitut) und das Μορφωτικό Ίδρυμα Εθνικής Τραπέζης (Bildungsstiftung der Nationalbank) tätig.
Von 1952 bis 1976 war Politis Mitherausgeber der Zeitschrift Ελληνικά (Hellenika), Mitbegründer, Verwaltungsratsmitglied und langjähriger Vorsitzender des 1960 geschaffenen Ινστιτούτο Νεοελληνικών Σπουδών Μανόλη Τριανταφυλλίδη (Institut für Neugriechische Studien Manolis Triantafyllidis) sowie Mitglied der Εταιρεία Μακεδονικών Σπουδών (Gesellschaft für Makedonische Studien) und Mitbegründer der Makedonischen Kunstgesellschaft (Μακεδονική Καλλιτεχνική Εταιρεία), deren Vorsitzender er 25 Jahre lang (1951–1976) war. Zusammen mit Giorgos Seferis, Ioannis Theophanis Kakridis und Manolis Papathomopoulos begründete er eine Reihe zur Publikation philologischer Ausgaben von Texten der frühen Phase der neugriechischen Literatur vom 11. bis zum 17. Jahrhundert, die Βυζαντινή και Νεοελληνική Βιβλιοθήκη. Politis wurde zu zahlreichen Vorträgen, Seminaren und Gastprofessuren nach Italien, Deutschland, Frankreich und in die USA eingeladen.

## Werk
Wenngleich Politis ein starkes Interesse an der Klassischen Archäologie hatte, wurde er durch seine berufliche Laufbahn zu einem der bedeutendsten griechischen Paläographen und Neogräzisten. Als Paläograph hat Politis auf zahllosen Reisen in Klöstern, öffentlichen Bibliotheken und Privatsammlungen umfangreiche Handschriftenbestände gesichtet, beschrieben und zur Edition gebracht. Sein bedeutendster Fund war die einzige vollständige Handschrift des Lexikons des Photios, das auch unter dem Titel Bibliotheke bekannt ist. Eine seiner wesentlichen Leistungen auf dem Gebiet der neugriechischen Literatur ist die erste umfassende Darstellung ihrer Geschichte von der byzantinischen Epoche bis ins 20. Jahrhundert. Obwohl bereits Kurzfassungen für den Studienbetrieb in Griechenland veröffentlicht worden waren, erschien diese Literaturgeschichte 1973 zunächst in englischer Übersetzung, bevor sie fünf Jahre später auch in griechischer Sprache verfügbar wurde. Politis gehört darüber hinaus zu den besten Herausgebern der kretischen Renaissanceliteratur, darunter des Erotokritos, und des griechischen Nationaldichters Dionysios Solomos, dessen Gesamtwerk er in einer philologischen Edition zugänglich machte. Weitere Spezialgebiete waren der Digenis Akritas, das griechische Volkslied sowie die Schriftsteller Andreas Kalvos, Alexandros Papadiamantis und Giorgos Seferis. Angesichts dieses Spektrums war Politis auch ein Experte in Fragen der griechischen Sprachgeschichte. In der griechischen Sprachfrage stellte er sich entschieden auf die Seite der Dimotiki.

## Auszeichnungen
- Σταυρός του Τάγματος του Γεωργίου Α' („Kreuz des Ordens Georgs I.“)
- Σταυρός των Ταξιαρχιών του Τάγματος του Φοίνικα („Kreuz der Kommandeure des Phönix-Ordens“)
- Σταυρός Β' τάξεως του αποστόλου και ευαγγελιστού Μάρκου („Kreuz zweiter Klasse des Apostels und Evangelisten Marcus“, Titel verliehen vom Ökumenischen Patriarchat von Alexandreia)
- Commendatore des Ordine al merito della Repubblica Italiana

## Schriften (Auswahl)
Monographien
- Griechische Handschriften der serbischen Kaiserin Elisabeth. In: Byzantinoslavica. 2, 1930, S. 288–304. (Dissertation Athen, 1930)
- Ιστορία της νέας ελληνικής λογοτεχνίας. Συνοπτικό διάγραμμα. Βιβλιογραφία. Θεσσαλονίκη 1968, 2. ergänzte Auflage. 1972, 3. Auflage. unter dem Titel: Συνοπτική ιστορία της νέας ελληνικής λογοτεχνίας. Βιβλιογραφία. Επίμετρον. 1977, zuletzt Δωδώνη, Athen 1987, ISBN 960-248-526-0.
- A History of Modern Greek Literature. Clarendon Press, Oxford 1973, Nachdruck mit Verbesserungen 1975, ISBN 0-19-815721-5.
- Ιστορία της νεοελληνικής λογοτεχνίας. Μορφωτικό Ίδρυμα Εθνικής Τραπέζης, Athen 1978, 3. Auflage 1980, zuletzt 1998, ISBN 960-250-061-1.
  - Deutsche Übersetzung (folgt der erweiterten und ergänzten 3. Auflage): Geschichte der neugriechischen Literatur. Übers. von Eleonore Bung und Stathis Maniatis. Romiosini Verlag, Köln 1984. (Nachdruck: 1996, ISBN 3-923728-08-5)
- Κατάλογος χειρογράφων της Εθνικής Βιβλιοθήκης της Ελλάδος. Ακαδημία Αθηνών, Athen 1991, ISBN 960-7099-06-0. („Katalog der Handschriften der Nationalbibliothek Griechenlands“)
- Γύρω στον Σολωμό. Μελέτες και άρθρα (1938–1982). Μορφωτικό Ίδρυμα Εθνικής Τραπέζης, Athen 1995, ISBN 960-250-109-X. („Zurück zu Solomos. Aufsätze und Artikel (1932–1982)“)
- Οι βιβλιοκρισίες 1926–1973. Αθήνα, Μορφωτικό Ίδρυμα Εθνικής Τραπέζης, Athen 2002, ISBN 960-250-251-7. („Die Rezensionen 1926–1973“)

Herausgeberschaften
- (Hrsg.): Ποιητική Ανθολογία. Δωδώνη, Athen 1964–1967, 7 Bde., Nachdruck 1975–1977, 8 Bde. – Rezension (in griechischer Sprache)
- (Hrsg.): Μανόλης Τριανταφυλλίδης: Αυτοβιογραφικές Σελίδες. Thessaloniki 1979, ISBN 960-231-020-0.